# Rajd Polski 2010
Rajd Polski 2010 ( 67. Rajd Polski) to kolejna, 67 edycja rajdu samochodowego Rajd Polski rozgrywanego w Polsce. Rozgrywany był od 4 do 6 czerwca 2010 roku. Bazą rajdu była miejscowość Mikołajki. Rajd był trzecią rundą Rajdowych Mistrzostw Europy w roku 2010, a także trzecią rundą Rajdowych Samochodowych Mistrzostw Polski w roku 2010. Składał się z 16 odcinków specjalnych (OS).

## Zwycięzcy odcinków specjalnych[4]
| Dzień     | Numer odcinka | Nazwa odcinka | Długość  | Zwycięzca odcinka                                                                           | Nr Sam. | Samochód                                                           | Czas    | Śr. pr.    | Lider rajdu                                                                               |
| --------- | ------------- | ------------- | -------- | ------------------------------------------------------------------------------------------- | ------- | ------------------------------------------------------------------ | ------- | ---------- | ----------------------------------------------------------------------------------------- |
| 4 czerwca | OS1           | Mikołajki 1   | 2,5 km   | Michał Sołowow Maciej Baran Luca Rossetti Matteo Chiarcossi Luca Rossetti Matteo Chiarcossi | 7 1 15  | Ford Fiesta S2000 Fiat Abarth Grande Punto S2000 Peugeot 207 S2000 | 1:49.5  | 82,2 km/h  | Michał Sołowow Maciej Baran Luca Rossetti Matteo Chiarcossi Bryan Bouffier Xavier Panseri |
| 4 czerwca | OS2           | Mikołajki 2   | 2,5 km   | Luca Rossetti Matteo Chiarcossi                                                             | 1       | Fiat Abarth Grande Punto S2000                                     | 1:48.8  | 82,7 km/h  | Luca Rossetti Matteo Chiarcossi                                                           |
| 5 czerwca | OS3           | Jagodne 1     | 11,95 km | Bryan Bouffier Xavier Panseri                                                               | 15      | Peugeot 207 S2000                                                  | 12:44.7 | 103,9 km/h | Bryan Bouffier Xavier Panseri                                                             |
| 5 czerwca | OS4           | Syba 1        | 23,57 km | Kajetan Kajetanowicz Jarosław Baran                                                         | 8       | Subaru Impreza STi N14                                             | 13:18.5 | 106,3 km/h | Bryan Bouffier Xavier Panseri                                                             |
| 5 czerwca | OS5           | Zalesie 1     | 25,59 km | Bryan Bouffier Xavier Panseri                                                               | 15      | Peugeot 207 S2000                                                  | 15:36.8 | 98,3 km/h  | Bryan Bouffier Xavier Panseri                                                             |
| 5 czerwca | OS6           | Mikołajki 3   | 2,5 km   | Tomasz Kuchar Daniel Dymurski                                                               | 12      | Peugeot 207 S2000                                                  | 1:49.6  | 82,1 km/h  | Bryan Bouffier Xavier Panseri                                                             |
| 5 czerwca | OS7           | Jagodne 2     | 11,95 km | Bryan Bouffier Xavier Panseri                                                               | 15      | Peugeot 207 S2000                                                  | 7:02.0  | 101,9 km/h | Bryan Bouffier Xavier Panseri                                                             |
| 5 czerwca | OS8           | Syba 2        | 23,57 km | Kajetan Kajetanowicz Jarosław Baran                                                         | 8       | Subaru Impreza STi N14                                             | 13:13.7 | 106,9 km/h | Kajetan Kajetanowicz Jarosław Baran                                                       |
| 5 czerwca | OS9           | Zalesie 2     | 25,59 km | Michał Sołowow Maciej Baran                                                                 | 7       | Ford Fiesta S2000                                                  | 15:45.3 | 97,5 km/h  | Kajetan Kajetanowicz Jarosław Baran                                                       |
| 6 czerwca | OS10          | Ławki 1       | 10,43 km | Kajetan Kajetanowicz Jarosław Baran                                                         | 8       | Subaru Impreza STi N14                                             | 6:04.2  | 103,1 km/h | Kajetan Kajetanowicz Jarosław Baran                                                       |
| 6 czerwca | OS11          | Miłki 1       | 24,62 km | Michał Sołowow Maciej Baran                                                                 | 7       | Ford Fiesta S2000                                                  | 12:21.0 | 119,6 km/h | Kajetan Kajetanowicz Jarosław Baran                                                       |
| 6 czerwca | OS12          | Kruklanki 1   | 26,35 km | Michał Sołowow Maciej Baran                                                                 | 7       | Ford Fiesta S2000                                                  | 15:11.9 | 104,0 km/h | Kajetan Kajetanowicz Jarosław Baran                                                       |
| 6 czerwca | OS13          | Ławki 2       | 10,43 km | Kajetan Kajetanowicz Jarosław Baran                                                         | 8       | Subaru Impreza STi N14                                             | 6:01.0  | 104,0 km/h | Kajetan Kajetanowicz Jarosław Baran                                                       |
| 6 czerwca | OS14          | Miłki 2       | 24,62 km | Michał Sołowow Maciej Baran                                                                 | 7       | Ford Fiesta S2000                                                  | 12:13.0 | 120,9 km/h | Kajetan Kajetanowicz Jarosław Baran                                                       |
| 6 czerwca | OS15          | Kruklanki 2   | 26,35 km | Kajetan Kajetanowicz Jarosław Baran                                                         | 8       | Subaru Impreza STi N14                                             | 15:00.5 | 105,3 km/h | Kajetan Kajetanowicz Jarosław Baran                                                       |
| 6 czerwca | OS16          | Mikołajki 4   | 2,5 km   | Tomasz Kuchar Daniel Dymurski                                                               | 12      | Peugeot 207 S2000                                                  | 1:49.4  | 82,3 km/h  | Kajetan Kajetanowicz Jarosław Baran                                                       |

## Wyniki końcowe rajdu
| Miejsce | Miejsce | Kierowca             | Pilot              | Samochód                       | Czas      | Strata   |
| Gen.    | ERC     | Kierowca             | Pilot              | Samochód                       | Czas      | Strata   |
| ------- | ------- | -------------------- | ------------------ | ------------------------------ | --------- | -------- |
| 1.      | 1.      | Kajetan Kajetanowicz | Jarosław Baran     | Subaru Impreza STi N14         | 2:27:11.5 | –        |
| 2.      | 2.      | Michał Sołowow       | Maciej Baran       | Ford Fiesta S2000              | 2:28:09.5 | +58.0    |
| 3.      |         | Tomasz Kuchar        | Daniel Dymurski    | Peugeot 207 S2000              | 2:28:50.5 | +1:39.0  |
| 4.      | 2.      | Luca Rossetti        | Matteo Chiarcossi  | Fiat Abarth Grande Punto S2000 | 2:29:13.4 | +2:01.9  |
| 5.      | 4.      | Maciej Oleksowicz    | Andrzej Obrębowski | Ford Fiesta S2000              | 2:29:53.7 | +2:42.2  |
| 6.      |         | Radosław Typa        | Daniel Siatkowski  | Mitsubishi Lancer Evo X        | 2:33:16.1 | +6:04.6  |
| 7.      |         | Maciej Rzeźnik       | Przemyslaw Mazur   | Škoda Fabia S2000              | 2:35:21.1 | +8:09.6  |
| 8.      |         | Leszek Kuzaj         | Craig Parry        | Škoda Fabia S2000              | 2:37:06.5 | +9:55.0  |
| 9.      |         | Krzysztof Hołowczyc  | Łukasz Kurzeja     | Peugeot 207 S2000              | 2:38:10.1 | +10:58.6 |
| 10.     |         | Michał Bębenek       | Grzegorz Bębenek   | Citroën C2 R2                  | 2:45:03.7 | +17:52.2 |